# Bibliothèque nationale de Niš
La bibliothèque nationale Sevan Sremac de Niš (en serbe cyrillique : Народна библиотека Стеван Сремац у Нишу ; en serbe latin : Narodna biblioteka Stevan Sremac u Nišu) est située à Niš, dans la municipalité de Medijana et dans le district de Nišasa, en Serbie. Elle a été historiquement fondée en 1879 et a officiellement ouvert ses portes le 19 septembre 1904. En 2020, la directrice de la bibliothèque est Sonja Šuković.